# Utrechtse schip
Het Utrechtse schip, soms ook wel als Utrecht 1 of Utrechts schip genoemd, betreft de archeologische vondst van een circa 1000 jaar oud vrachtschip. Het werd in 1930 aangetroffen in de Nederlandse stad Utrecht. 
Het schip meet 17,8 bij 3,8 meter en had een laadvermogen van circa 13 ton. Volgeladen had het een diepgang van 0,7 meter. Het schip was gemaakt van eikenhout, dat uit de buurt afkomstig was. Door middel van jaarringonderzoek is vastgesteld dat het schip tussen 997 en circa 1027 is gebouwd. In die tijd was Utrecht met de handelswijk Stathe een belangrijke handelsplaats aan de rivier de Rijn en de Vecht. Een grote eik was uitgehold om als bodem van het schip te fungeren, waarna een opbouw van planken en balken werd geplaatst.
Na de vondst op 5 december 1930 aan de Van Hoornekade werd het schip geconserveerd met creosoot en lijnzaadolie. Sinds 1936 wordt het Utrechtse schip tentoongesteld in het Centraal Museum in Utrecht. In oktober 2012 heeft het artistieke gamebedrijf Monobanda van het schip een interactief lichtkunstwerk gemaakt, met de naam Licht op Hout. Dit kunstwerk behoort nu tot de vaste collectie van het museum.
Op de vindplaats van het schip is in 2005 een kunstwerk in de vorm van het origineel geplaatst.

## Andere vaartuigen
In de gemeente Utrecht zijn nog diverse andere eeuwenoude vaartuigen gevonden. 
In het noordelijk deel van de binnenstad zijn in 1974 de Utrecht 2 en Utrecht 3  gevonden. Deze  vaartuigen stammen uit de 11e en 12e eeuw met als vindplaats de Waterstraat. Ook de middeleeuwse Utrecht 4 werd daar dat jaar aangetroffen. De Utrecht 5 dateert uit de 12e eeuw en werd in 1984 vlak bij de vorige drie vaartuigen gevonden in de Lange Lauwerstraat.
In het wijkdeel De Meern zijn minstens acht vaartuigen uit de Romeinse tijd en de middeleeuwen gevonden.

## Noot
1. ↑  Website Monobanda, Licht op Hout
2. ↑  Website Centraal Museum,
3. ↑  The NAVIS I project, Utrecht 2 (geraadpleegd 2 juni 2011)
4. ↑  The NAVIS I project, Utrecht 3 (geraadpleegd 2 juni 2011)
5. ↑  L. van der Tuuk, Artefacten van Hout, op Gjallar. Noormannen in de Lage Landen (geraadpleegd 2 juni 2011)
6. ↑  The NAVIS I project, Utrecht 4 (geraadpleegd 2 juni 2011)
7. ↑  The NAVIS I project, Utrecht 5 (geraadpleegd 2 juni 2011)